# سد آیت‌الله بهجت
سد آیت‌الله بهجت شهربیجار یک سد سنگ‌ریزه‌ای با رویهٔ بتنی است که در نزدیکی روستای شهربیجار و ۲۰ کیلومتری جنوب شهر رشت و ۳۱ کیلومتری رودبار در استان گیلان واقع است. این سد در محل تقاطع دو شاخهٔ رودخانه‌های زیلکی و دوآبان ساخته شده‌است. عملیات ساخت این سد در سال ۱۳۸۳ آغاز شد و در سال ۱۳۹۳ به پایان رسید.
سد شهربیجار به همراه جنگل‌های اطراف آن محلی زیبا و دلپذیر برای گذران اوقات فراغت است و در روزهای تعطیل مقصد تفریح افراد بسیاری است. در این سد می‌توان به ماهیگیری نیز پرداخت.

## مشخصات سد
این سد از نوع سنگریزه‌ای با رویهٔ بتنی است که ارتفاع آن از پی ۹۰٫۵ متر، طول تاج آن ۴۳۷ متر و عرض تاج ۱۱ متر است. حجم کل مخزن این سد ۱۰۵ میلیون متر مکعب است و برای تأمین آب شرب ۲ میلیون و ۵۰۰ هزار نفر ظرفیت دارد و می‌تواند ۱۵۰ هکتار اراضی پایین‌دست را زیر کشت ببرد.

## اهداف
- تأمین آب شرب مورد نیاز عمدهٔ شهرهای استان گیلان از جمله رشت، خشکبیجار، کوچصفهان، خمام، لشت نشا، سنگر، آستانه اشرفیه، کیاشهر، لاهیجان، سیاهکل، لنگرود، بندر انزلی
- تأمین آب مورد نیاز ۱۵۰ هکتار اراضی کشاورزی
- تولید حداکثر ۶٫۳ مگاوات انرژی برق آبی توسط سه دستگاه توربین با ظرفیت تولید هر کدام ۲٫۱ مگاوات